# Audrey Robichaud
Pour les articles homonymes, voir Robichaud.
Audrey Robichaud, née le 5 mai 1988 à Québec, est une skieuse acrobatique canadienne-française spécialiste des bosses. Elle a participé aux Jeux olympiques d'hiver de 2006 à Turin et de 2014 à Sotchi. Elle prend sa retraite à la fin de la saison 2017-2018.

## Carrière
Elle a débuté en Coupe du monde en janvier 2005 et remporte sa première victoire le 19 février 2012 à Naeba en bosses en parallèle.

## Palmarès

### Jeux olympiques
| Édition/Discipline | bosses |
| JO 2006 à Turin    | 8e     |
| JO 2014 à Sotchi   | 10e    |

### Championnats du monde
| Édition/Discipline                   | bosses | bosses en parallèle |
| Mondiaux 2007 à Madonna di Campiglio | 16e    | -                   |
| Mondiaux 2011 à Deer Valley          | 10e    | 5e                  |
| Mondiaux 2013 à Voss-Myrkdalen       | 11e    | 9e                  |

### Coupe du monde
- Meilleur classement général : 11e en 2011.
- Meilleur classement en bosses : 3e en 2011.
- 5 podiums dont 2 victoires (Naeba 2012, Inawashiro 2013)

## Honneurs
- 2006 : Médaille de l'Assemblée nationale[2]
- 2019 : La station de ski Le Relais de Lac-Beauport lui rend hommage en donnant son nom à une de ses une pistes.[réf. nécessaire]